# 西山线路所
西山线路所，位于吉林省吉林市，原为沈吉铁路、西哈联络线交汇点上的一个铁路线路所，隶属于沈阳铁路局。2024年，吉林枢纽西环线启用后，原沈吉铁路吉林西站至吉林站区间停用，西哈联络线失去作用，西山线路所停用。

## 图集

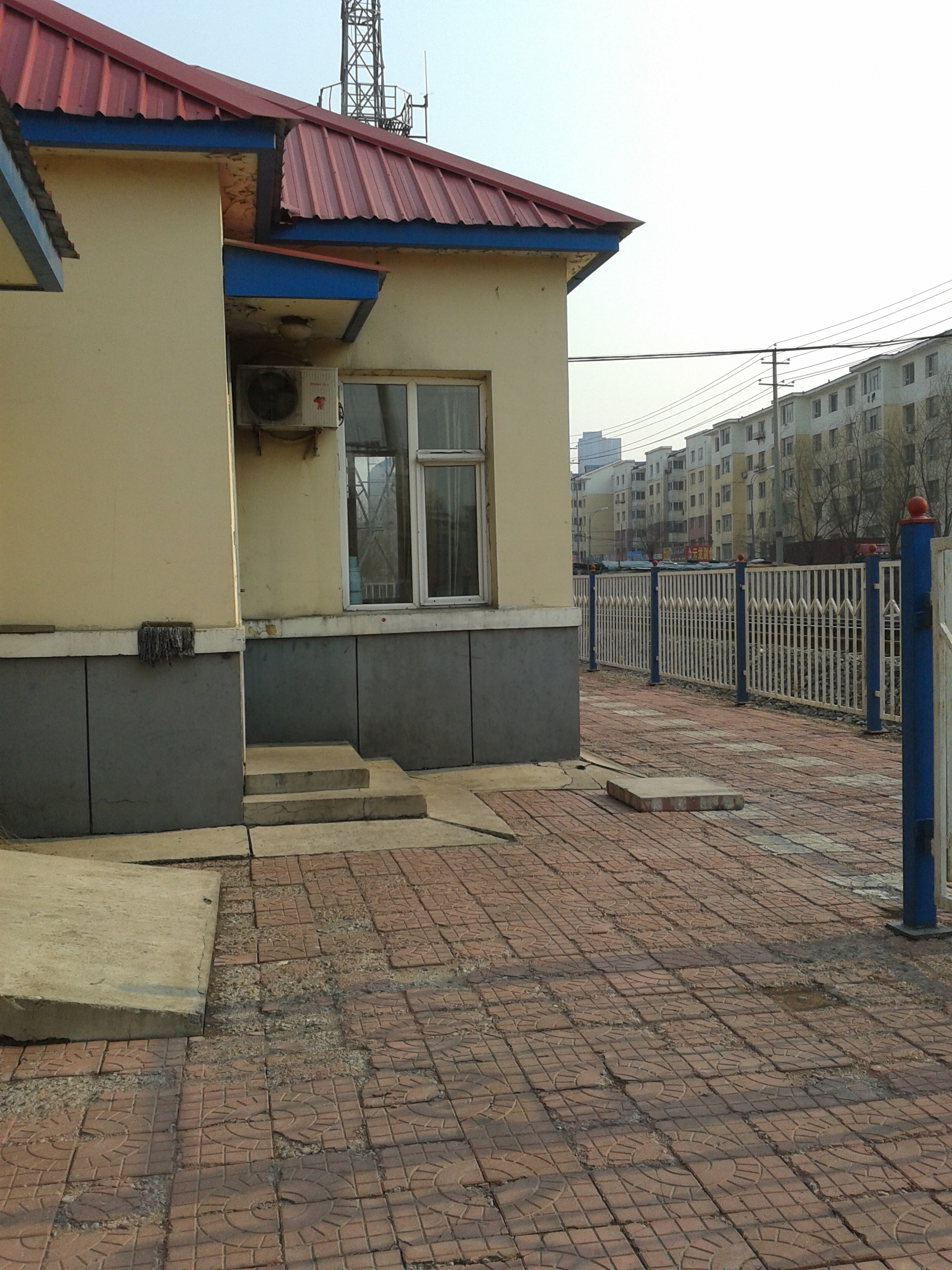
西山线路所内部
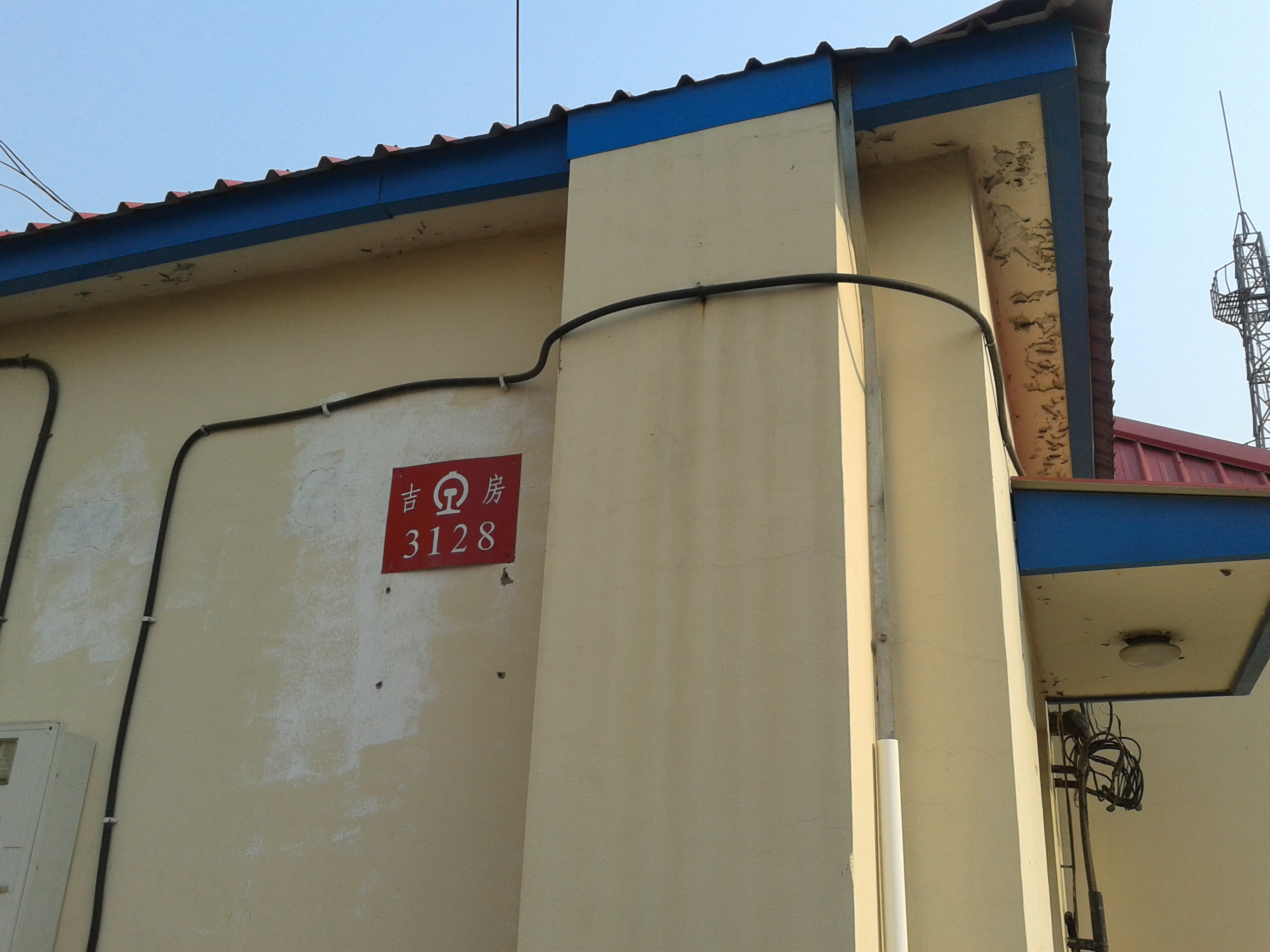
西山线路所产权牌
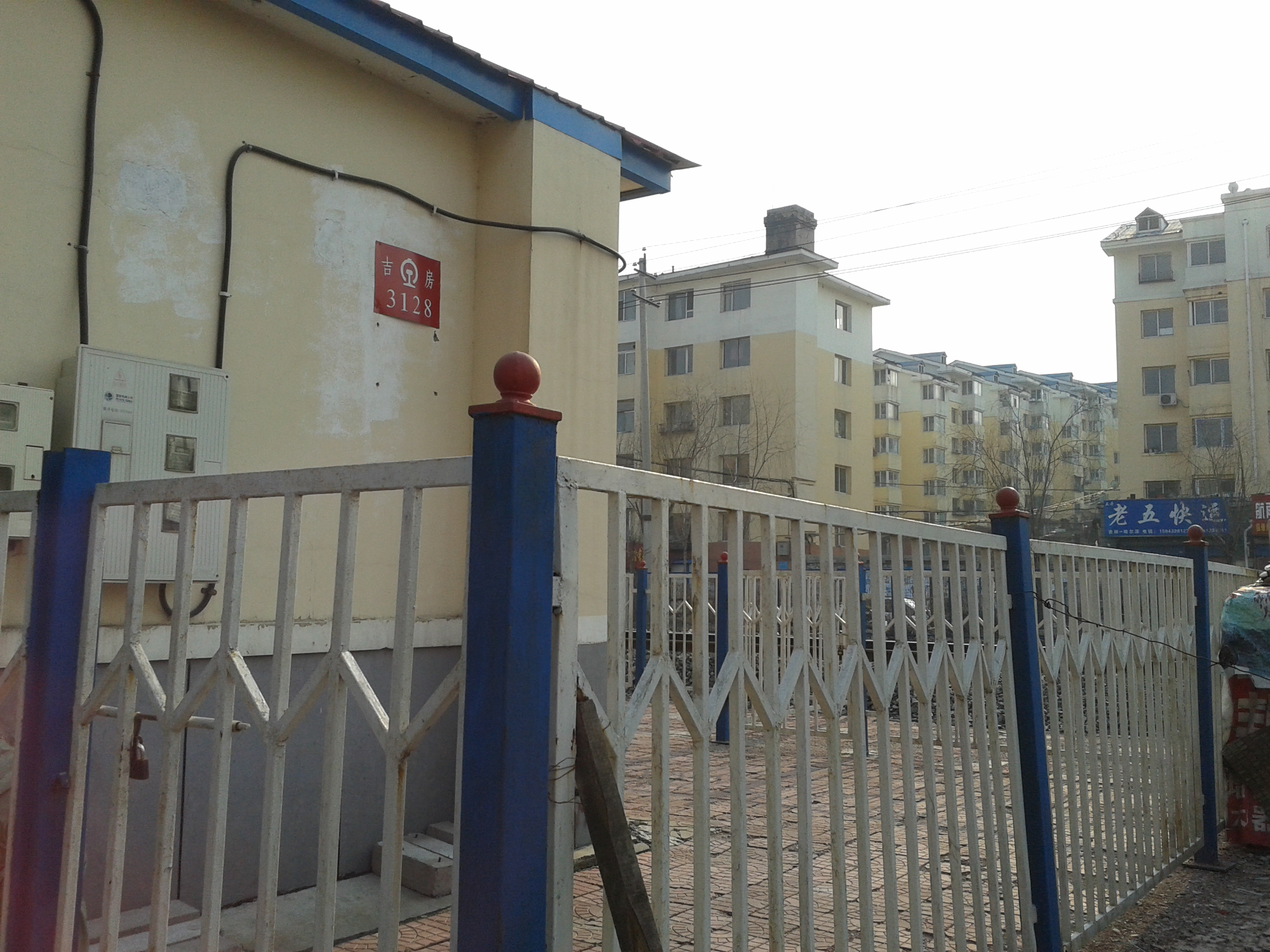
西山线路所工作入口
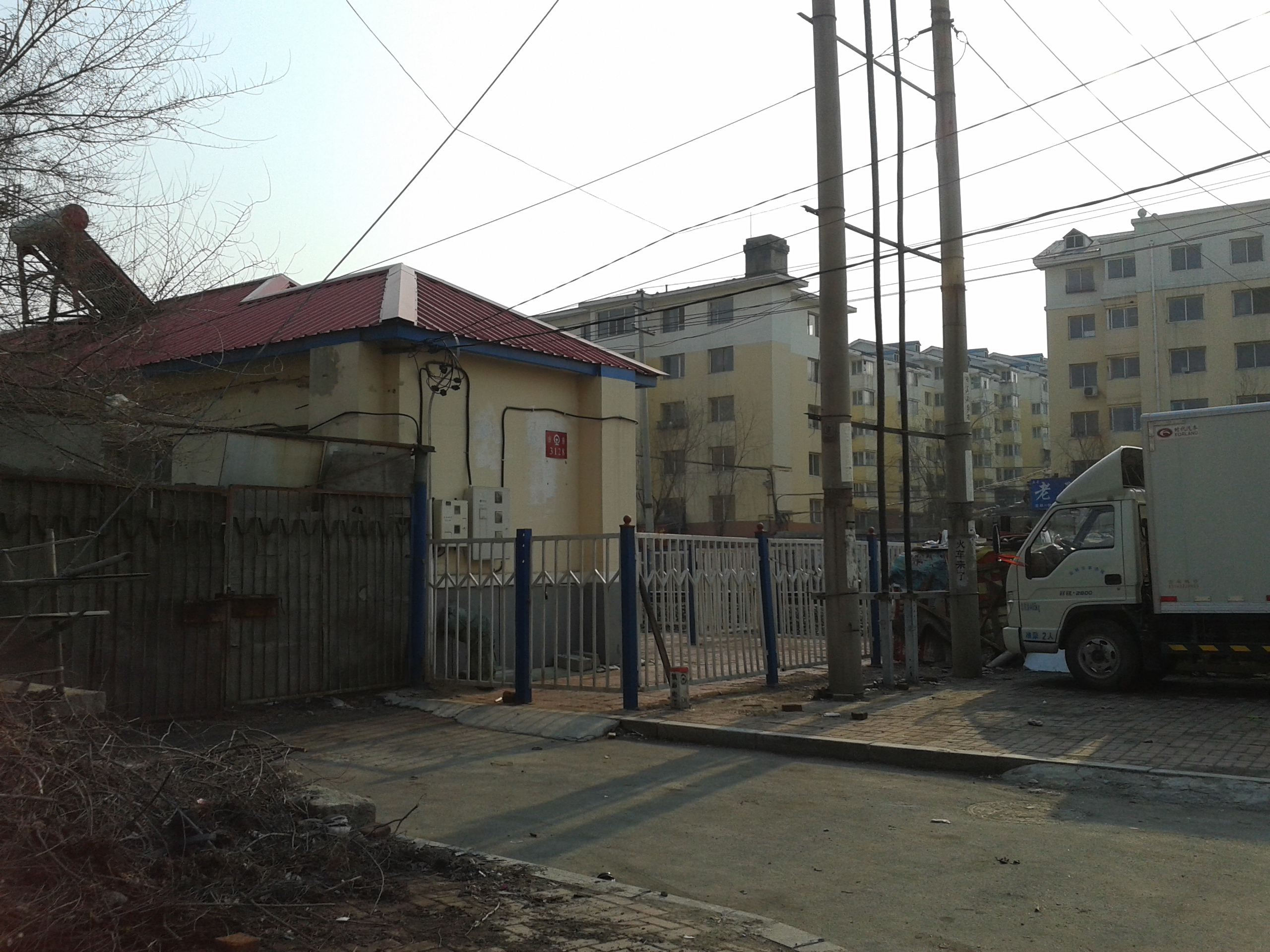
西山线路所附近环境
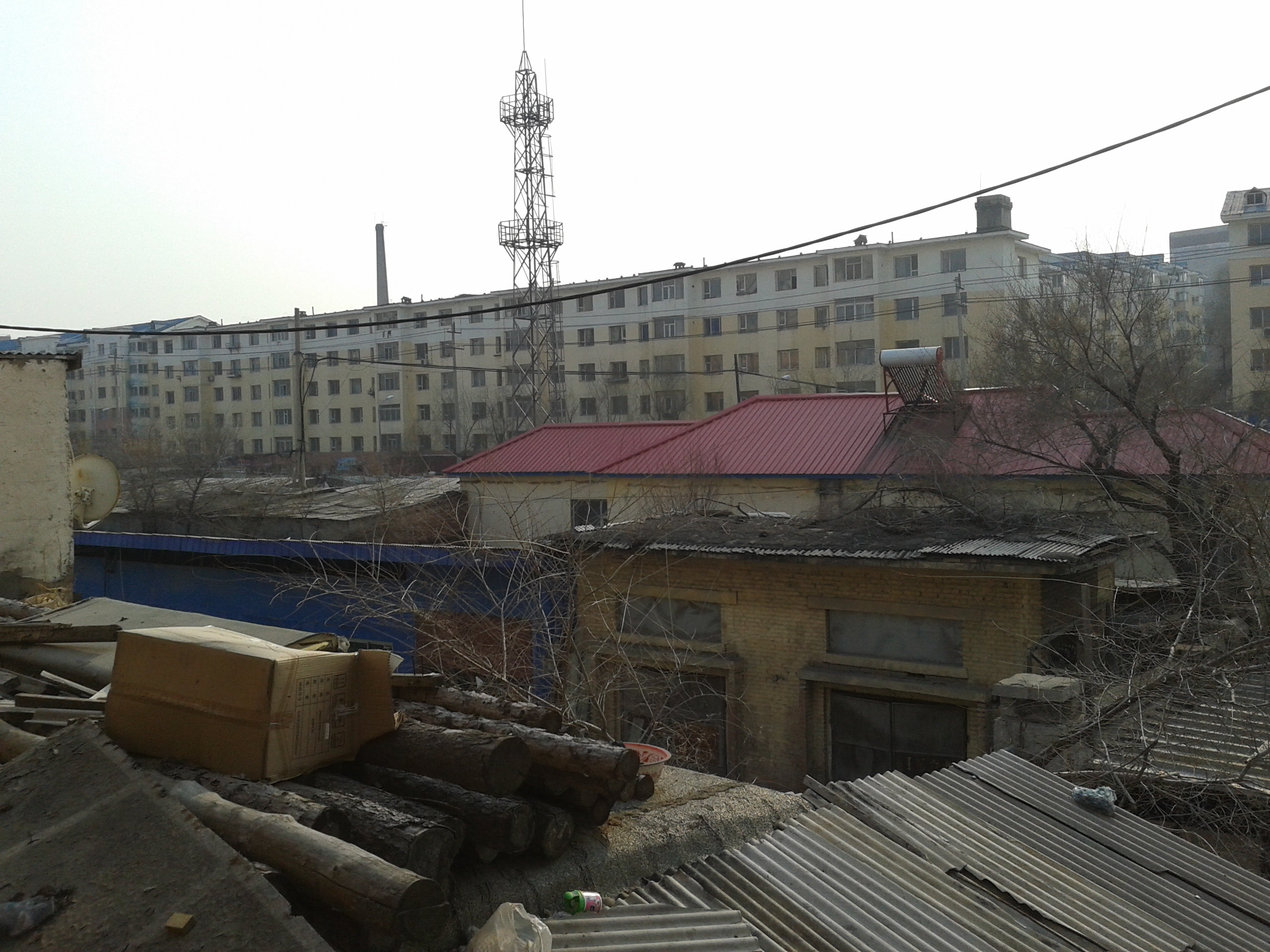
远眺西山所
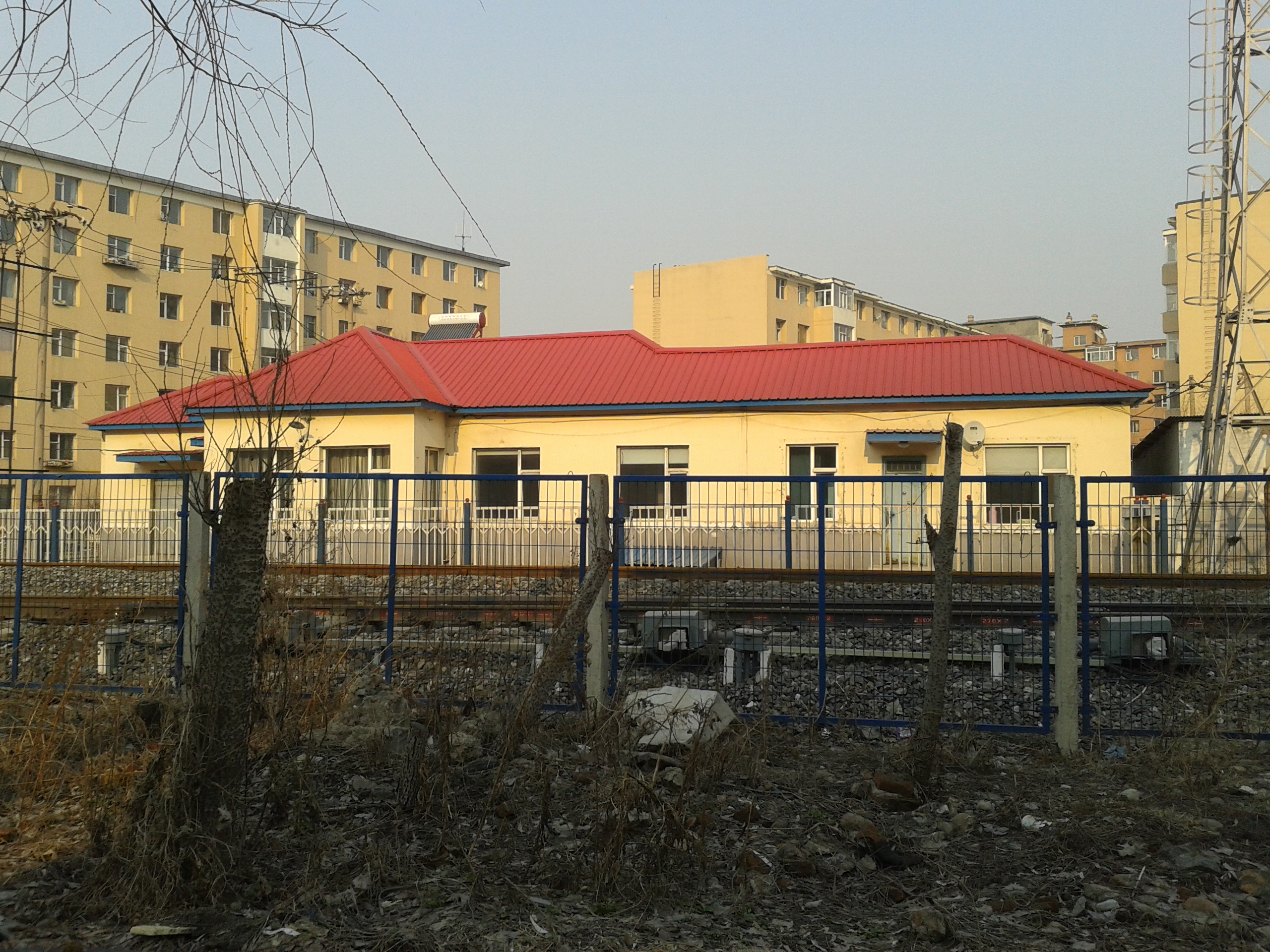
西山线路所站房
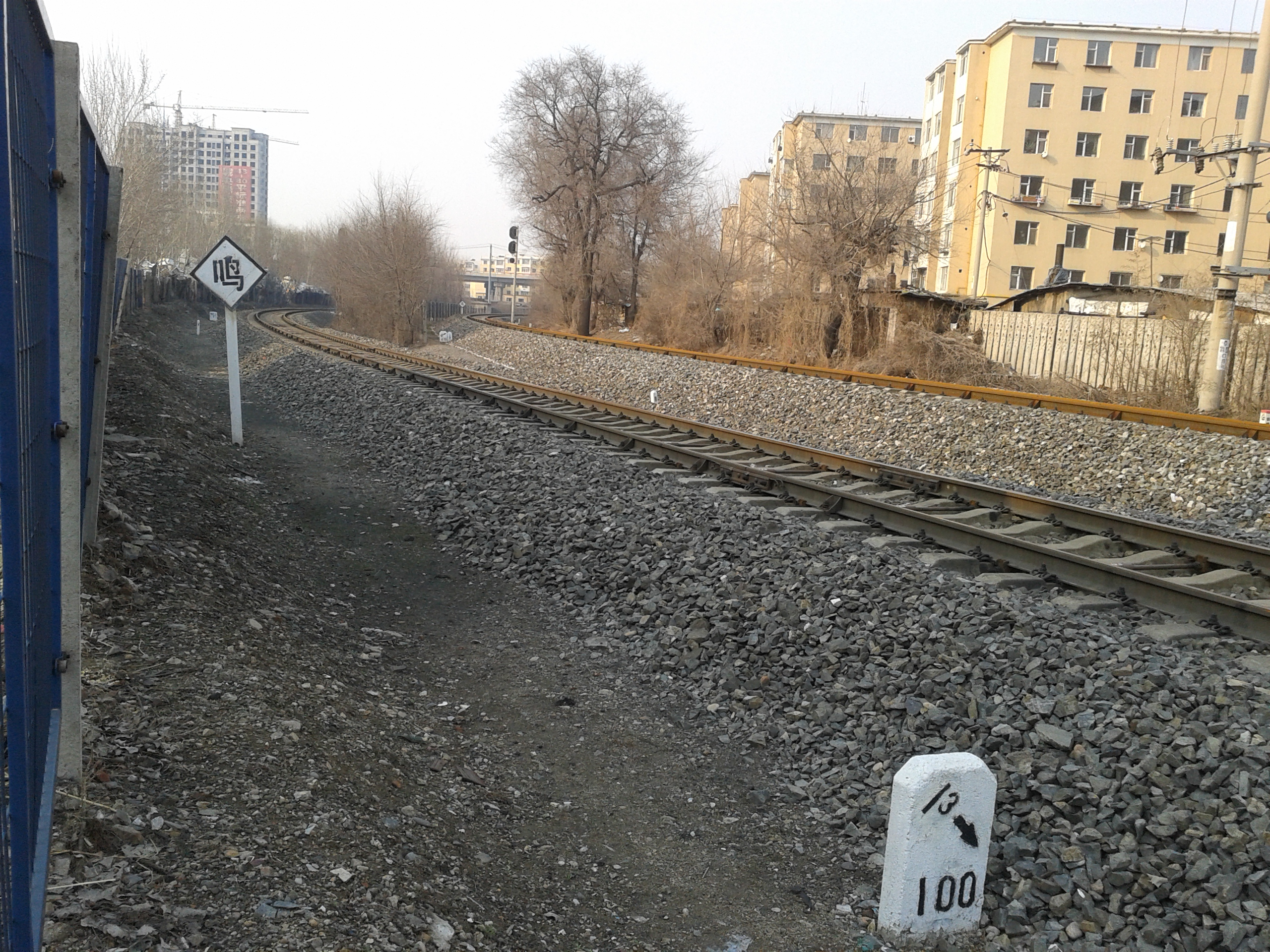
西山线路所站场，左侧为西哈联络线，右侧为沈吉铁路